# 4 Heures du Castellet 2019
Navigation
Édition précédente Édition suivante
Les 4 Heures du Castellet 2019, disputées le 14 avril 2019 sur le circuit Paul-Ricard, sont la vingt-sixième édition de cette course, la dixième sur un format de quatre heures, et la première manche de l'European Le Mans Series 2019.

## Engagés
La liste officielle des engagés était composée de 41 voitures, dont 18 en LMP2, 14 en LMP3 et 9 en LM GTE,.
Du fait du clash de date entre les 4 Heures du Castellet et le Grand Prix automobile de Long Beach et l'ePrix de Rome, Filipe Albuquerque et Jean-Éric Vergne ne peuvent pas participer a l'épreuve. Ils ont été remplacés respectivement par Paul Di Resta et Norman Nato.

## Essais libres

### Test Collectif - Pilote Bronze, le vendredi de 15 h 05 à 15 h 35
La pluie tant redoutée a été présente pour la séance réservée aux pilotes classés bronze. Les 21 pilotes qui ont pris part à cette séance se sont donc retrouvés pour la première fois du week-end sur une piste très mouillée mais, en dépit de leurs classements et des conditions météorologiques difficiles, la séance s'est déroulée sans incident.
| Pos. | Classe | N° | Équipe                    | Temps                        | Tours |
| ---- | ------ | -- | ------------------------- | ---------------------------- | ----- |
| 1    | LMP2   | 25 | Algarve Pro Racing        | 2 min 02 s 588 (au 12e tour) | 12    |
| 2    | LMP2   | 43 | RLR Msport                | 2 min 02 s 835 (au 10e tour) | 10    |
| 3    | LMP2   | 37 | Cool Racing               | 2 min 04 s 038 (au 13e tour) | 14    |
| 6    | LMP3   | 14 | Inter Europol Competition | 2 min 09 s 349 (au 10e tour) | 11    |
| 7    | LMP3   | 10 | Oregon Team               | 2 min 08 s 448 (au 10e tour) | 13    |
| 8    | LMP3   | 17 | Ultimate                  | 2 min 02 s 609 (au 12e tour) | 12    |
| 12   | LMGTE  | 56 | Team Project 1            | 2 min 10 s 786 (au 9e tour)  | 11    |
| 15   | LMGTE  | 51 | Luzich Racing             | 2 min 12 s 072 (au 12e tour) | 12    |
| 16   | LMGTE  | 60 | Kessel Racing             | 2 min 12 s 680 (au 10e tour) | 12    |

### Première séance, le vendredi de 11 h 15 à 12 h 45
Pour cette première séance d'essai libre de 90 min, Ben Hanley, aux mains de l'Oreca 07 n°21 de l'écurie DragonSpeed, a réalisé un temps de 1 min 41 s 227, soit 8 dixièmes moins vite que le record de 1 min 40 s 404 établi en début de semaine par Anders Fjordbach lors des essais officiels de pré-saison, lui aussi sur une Oreca 07. La météo a sans aucun doute été un facteur déterminant dans le ralentissement de la piste car les averses de pluie de ces derniers jours ont affecté le niveau d’adhérence. Les six meilleurs temps de la séance ont été réalisés par des Oreca 07 avec seulement 0.106 secondes séparant le débutant en endurance Arjun Maini en deuxième position avec l'écurie RLR Msport et Memo Rojas avec l'écurie IDEC Sport Racing. Avoir des pneus Michelin ou Dunlop semble donner des performances similaires. Le meilleur temps réalisé par une Ligier JS P217 a été de 1 min 42 s 288 avec Paul Di Resta au volant pour l'écurie United Autosports. La Dallara P217 de l'écurie Carlin n'a pas été créditée de temps car elle a été la seule voiture LMP2 à ne pas avoir terminé de tour lancé lors de la séance malgré ses trois tentatives.
En LMP3, les Norma M30, comme lors des essais officiels de pré saison, semblent prendre le pas sur les Ligier JS P3. On n’en retrouve pas moins de quatre d'entre elles aux avant-postes avec comme meilleure performance, la n̟°10 de l'écurie italienne Oregon Team aux mains de Damiano Fioravanti avec un temps de 1 min 50 s 592, repoussant la n°9 de l'écurie suisse Realteam Racing à près de 8 dixièmes. Le meilleur temps réalisé par la Ligier JS P3 a été de 1 min 52 s 068 par Wayne Boyd de l'écurie United Autosports. Il est a noté que la Ligier JS P3 n°11 de l'écurie EuroInternational n'a pas participée à la séance car celle-ci a été saisi par la justice. En Effet, il semblerait qu'il y ai un différend d'ordre financier et contractuel entre l'écurie et Giorgio Mondini en suspens lié à la saison précédente. À la suite de cela, l’écurie attend l’arrivée sur le circuit dans la soirée deux voitures de remplacement, dont une qui proviendrait de Ligier, l’autre de Graff,.
En LMGTE, les Porsche 911 RSR réalisèrent quant à elles les trois meilleurs temps de la séance. Matteo Cairoli a réalisé le meilleur temps en 1 min 54 s 473 avec la voiture n° 77 de l'écurie Dempsey - Proton Racing avec 48 millièmes d'avance sur Thomas Preining qui était au volant de la voiture sœur n°88. Joerg Bergmeister réalisa le troisième temps au volant de la voiture n°56 de l'écurie Team Project 1.
Au cours de la séance, il y a eu un drapeau jaune afin de permettre de récupérer la Ligier JS P3 n°3 de l'écurie United Autosports qui avait perdu une roue ainsi qu'un drapeau rouge lorsque la Ferrari n°51 de l'écurie Luzich Racing a perdu de l'huile sur la piste au virage 3,,,.
| Pos. | Classe | N° | Équipe                  | Temps                        | Tours |
| ---- | ------ | -- | ----------------------- | ---------------------------- | ----- |
| 1    | LMP2   | 21 | DragonSpeed             | 1 min 42 s 227 (au 6e tour)  | 22    |
| 2    | LMP2   | 43 | RLR Msport              | 1 min 42 s 085 (au 27e tour) | 27    |
| 3    | LMP2   | 26 | G-Drive Racing          | 1 min 42 s 085 (au 15e tour) | 15    |
| 18   | LMP3   | 10 | Oregon Team             | 1 min 50 s 592 (au 13e tour) | 29    |
| 19   | LMP3   | 9  | Realteam Racing         | 1 min 51 s 374 (au 7e tour)  | 26    |
| 20   | LMP3   | 19 | M.Racing                | 1 min 51 s 660 (au 23e tour) | 25    |
| 31   | LMGTE  | 77 | Dempsey - Proton Racing | 1 min 54 s 473 (au 11e tour) | 27    |
| 32   | LMGTE  | 88 | Proton Competition      | 1 min 54 s 521 (au 29e tour) | 31    |
| 33   | LMGTE  | 56 | Team Project 1          | 1 min 54 s 679 (au 12e tour) | 24    |

### Deuxième séance, le samedi de 09 h 00 à 10 h 30
Lors de cette seconde séance d'essai de 90 min, le record de la piste établi lors des essais officiel de pré-saison a été battu par Paul-Loup Chatin aux mains de l'Oreca 07 n°28 de l'écurie IDEC Sport. Il boucla le tour du circuit en 1 min 40 s 336 pendant la première partie de la séance et cette performance n'a pu être améliorée par ses confrères pilotes. Nicolas Lapierre s'approcha à 0,434s de cette nouvelle référence avec l'Oreca 07 n°37 de l'écurie Cool Racing. Comme lors de la première séance, les Oreca 07 ont dominé les Ligier JS P217 et la Dallara P217 en réalisant les cinq meilleurs temps.
Dans la catégorie LMP2, les Norma M30 dominent toujours les Ligier JS P3 en s'adjugeant les 2 meilleures temps mais les voitures sont très proches les unes des autres car les huit premiers sont dans la même seconde. Dans cette course à la performance, David Droux aux mains de la Norma M30 n°9 de l'écurie Realteam Racing réalisa un temps de 1 min 51 s 449 en fin de séance. A 0,051s, on trouve la Norma M30 n°10 de l'écurie Oregon Team pilotée par Damiano Fioravanti suivie par la Ligier JS P3 n°13 de l'écurie Inter Europol Competition avec Nigel Moore au volant. L'écurie Eurointernational, à la suite de la saisie par la justice de ses voitures, utilise maintenant la première Ligier JS P3 construite par Ligier (châssis n°001) qui fût utilisé lors du développement de la voiture. Malgré tout ses déboires, Mikkel Jensen réalisa tout de même le quatrième temps de la séance.
Dans la catégorie LMGTE, le nouveau venu en endurance mais néanmoins expérimenté, Thomas Preining hissa la Porsche 911 RSR n°88 de l'écurie Proton Competition au sommet de la catégorie avec cinq dixièmes d’avance sur la Porsche 911 RSR n°77. Les Ferrari 488 GTE ont progressé et la n°83 de l'écurie Kessel Racing réalisa le troisième chronomètre,,.
| Pos. | Classe | N° | Équipe                    | Temps                        | Tours |
| ---- | ------ | -- | ------------------------- | ---------------------------- | ----- |
| 1    | LMP2   | 28 | IDEC Sport                | 1 min 40 s 336 (au 13e tour) | 31    |
| 2    | LMP2   | 37 | Cool Racing               | 1 min 40 s 770 (au 17e tour) | 42    |
| 3    | LMP2   | 21 | DragonSpeed               | 1 min 41 s 570 (au 27e tour) | 42    |
| 19   | LMP3   | 9  | Realteam Racing           | 1 min 51 s 449 (au 37e tour) | 38    |
| 20   | LMP3   | 10 | Oregon Team               | 1 min 51 s 500 (au 39e tour) | 40    |
| 21   | LMP3   | 13 | Inter Europol Competition | 1 min 51 s 638 (au 30e tour) | 30    |
| 29   | LMGTE  | 88 | Proton Competition        | 1 min 53 s 473 (au 23e tour) | 40    |
| 33   | LMGTE  | 77 | Dempsey - Proton Racing   | 1 min 53 s 998 (au 16e tour) | 31    |
| 34   | LMGTE  | 83 | Kessel Racing             | 1 min 54 s 070 (au 33e tour) | 33    |

## Qualifications
| Pos. | Classe | N° | Équipe                       | Pilote                 | Temps          | Écart        |
| 1    | LMP2   | 26 | G-Drive Racing               | Norman Nato            | 1 min 40 s 052 | --           |
| 2    | LMP2   | 28 | IDEC Sport Racing            | Paul-Loup Chatin       | 1 min 40 s 077 | + 0 s 025    |
| 3    | LMP2   | 32 | United Autosports            | Alex Brundle           | 1 min 40 s 293 | + 0 s 241    |
| 4    | LMP2   | 37 | Cool Racing                  | Nicolas Lapierre       | 1 min 40 s 335 | + 0 s 283    |
| 5    | LMP2   | 21 | DragonSpeed                  | Ben Hanley             | 1 min 40 s 432 | + 0 s 380    |
| 6    | LMP2   | 22 | United Autosports            | Paul Di Resta          | 1 min 40 s 866 | + 0 s 814    |
| 7    | LMP2   | 20 | High Class Racing            | Anders Fjordbach       | 1 min 41 s 122 | + 1 s 070    |
| 8    | LMP2   | 30 | Duqueine Engineering         | Nicolas Jamin          | 1 min 41 s 310 | + 1 s 258    |
| 9    | LMP2   | 45 | Carlin                       | Olivier Pla            | 1 min 41 s 356 | + 1 s 304    |
| 10   | LMP2   | 39 | Graff Racing                 | Tristan Gommendy       | 1 min 41 s 363 | + 1 s 311    |
| 11   | LMP2   | 43 | RLR Msport                   | Bruno Senna            | 1 min 41 s 489 | + 1 s 437    |
| 12   | LMP2   | 25 | Algarve Pro Racing           | Andrea Pizzitola       | 1 min 41 s 515 | + 1 s 463    |
| 13   | LMP2   | 23 | Panis-Barthez Compétition    | Will Stevens           | 1 min 41 s 596 | + 1 s 544    |
| 14   | LMP2   | 24 | Panis-Barthez Compétition    | Timothé Buret          | 1 min 42 s 561 | + 2 s 509    |
| 15   | LMP2   | 35 | BHK Motorsport               | Sergio Campana         | 1 min 42 s 761 | + 2 s 709    |
| 16   | LMP2   | 31 | Algarve Pro Racing           | Henning Enqvist        | 1 min 45 s 965 | + 5 s 913    |
| 17   | LMP3   | 10 | Oregon Team                  | Damiano Fioravanti     | 1 min 49 s 686 | + 9 s 634    |
| 18   | LMP3   | 17 | Ultimate                     | Matthieu Lahaye        | 1 min 49 s 814 | + 9 s 762    |
| 19   | LMP3   | 19 | M.Racing                     | Lucas Légeret          | 1 min 50 s 194 | + 10 s 142   |
| 20   | LMP3   | 9  | Realteam Racing              | David Droux            | 1 min 50 s 258 | + 10 s 206   |
| 21   | LMP3   | 11 | EuroInternational            | Mikkel Jensen          | 1 min 50 s 452 | + 10 s 400   |
| 22   | LMP3   | 7  | Nielsen Racing               | Colin Noble            | 1 min 50 s 600 | + 10 s 548   |
| 23   | LMP3   | 13 | Inter Europol Competition    | Nigel Moore            | 1 min 51 s 084 | + 11 s 032   |
| 24   | LMP3   | 8  | Nielsen Racing               | James Littlejohn       | 1 min 51 s 088 | + 11 s 036   |
| 25   | LMP3   | 2  | United Autosports            | Wayne Boyd             | 1 min 51 s 093 | + 11 s 041   |
| 26   | LMP3   | 5  | 360 Racing                   | James Winslow          | 1 min 51 s 716 | + 11 s 664   |
| 27   | LMP3   | 6  | 360 Racing                   | Ross Kaiser            | 1 min 51 s 717 | + 11 s 665   |
| 28   | LMP3   | 14 | Inter Europol Competition    | Dino Lunardi           | 1 min 51 s 959 | + 11 s 907   |
| 29   | LMP3   | 15 | RLR Msport                   | Christian Stubbe Olsen | 1 min 51 s 969 | + 11 s 917   |
| 30   | LMP3   | 3  | United Autosports            | Christian England      | 1 min 52 s 436 | + 12 s 384   |
| 31   | LMGTE  | 77 | Dempsey - Proton Competition | Matteo Cairoli         | 1 min 52 s 499 | + 12 s 447   |
| 32   | LMGTE  | 51 | Luzich Racing                | Alessandro Pier Guidi  | 1 min 52 s 772 | + 12 s 720   |
| 33   | LMGTE  | 88 | Proton Competition           | Thomas Preining        | 1 min 52 s 802 | + 12 s 750   |
| 34   | LMGTE  | 60 | Kessel Racing                | Andrea Piccini         | 1 min 53 s 645 | + 13 s 593   |
| 35   | LMGTE  | 83 | Kessel Racing                | Michelle Gatting       | 1 min 53 s 735 | + 13 s 683   |
| 36   | LMGTE  | 56 | Ebimotors                    | Fabio Babini           | 1 min 53 s 963 | + 13 s 911   |
| 37   | LMGTE  | 80 | Team Project 1               | Jörg Bergmeister       | 1 min 53 s 963 | + 13 s 911   |
| 38   | LMGTE  | 55 | Spirit of Race               | Matt Griffin           | 1 min 54 s 672 | + 14 s 620   |
| 39   | LMGTE  | 66 | JMW Motorsport               | Jeff Segal             | 1 min 54 s 709 | + 14 s 657   |
| 40   | LMP2   | 27 | IDEC Sport Racing            |                        |                |              |
| 41   | LMP2   | 34 | Inter Europol Competition    | Léo Roussel            | Pas de temps   | Pas de temps |

## Course
Voici le classement provisoire au terme de la course.
- Les vainqueurs de chaque catégorie sont signalés par un fond jauni.
- Pour la colonne Pneus, il faut passer le curseur au-dessus du modèle pour connaître le manufacturier de pneumatiques.

| Pos  | Classe | no | Écurie                       | Pilotes                                                  | Châssis                       | Pneus | Tours | Temps               |
| Pos  | Classe | no | Écurie                       | Pilotes                                                  | Moteur                        | Pneus | Tours | Temps               |
| ---- | ------ | -- | ---------------------------- | -------------------------------------------------------- | ----------------------------- | ----- | ----- | ------------------- |
| 1    | LMP2   | 21 | DragonSpeed                  | Henrik Hedman Ben Hanley James Allen                     | Oreca 07                      | M     | 135   | 4 h 00 min 46 s 937 |
| 1    | LMP2   | 21 | DragonSpeed                  | Henrik Hedman Ben Hanley James Allen                     | Gibson GK428 4,2 l V8 Atmo    | M     | 135   | 4 h 00 min 46 s 937 |
| 2    | LMP2   | 28 | IDEC Sport Racing            | Paul Lafargue Paul-Loup Chatin Memo Rojas                | Oreca 07                      | M     | 135   | + 16 s 655          |
| 2    | LMP2   | 28 | IDEC Sport Racing            | Paul Lafargue Paul-Loup Chatin Memo Rojas                | Gibson GK428 4,2 l V8 Atmo    | M     | 135   | + 16 s 655          |
| 3    | LMP2   | 30 | Duqueine Engineering         | Nicolas Jamin Pierre Ragues Richard Bradley              | Oreca 07                      | M     | 135   | + 30 s 659          |
| 3    | LMP2   | 30 | Duqueine Engineering         | Nicolas Jamin Pierre Ragues Richard Bradley              | Gibson GK428 4,2 l V8 Atmo    | M     | 135   | + 30 s 659          |
| 4    | LMP2   | 26 | G-Drive Racing               | Roman Rusinov Job van Uitert Norman Nato                 | Aurus 01                      | D     | 135   | + 41 s 534          |
| 4    | LMP2   | 26 | G-Drive Racing               | Roman Rusinov Job van Uitert Norman Nato                 | Gibson GK428 4,2 l V8 Atmo    | D     | 135   | + 41 s 534          |
| 5    | LMP2   | 39 | Graff Racing                 | Tristan Gommendy Alexandre Cougnaud Jonathan Hirschi     | Oreca 07                      | M     | 135   | + 1 min 38 s 408    |
| 5    | LMP2   | 39 | Graff Racing                 | Tristan Gommendy Alexandre Cougnaud Jonathan Hirschi     | Gibson GK428 4,2 l V8 Atmo    | M     | 135   | + 1 min 38 s 408    |
| 6    | LMP2   | 22 | United Autosports            | Phil Hanson Paul Di Resta                                | Ligier JS P217                | M     | 134   | + 1 tour            |
| 6    | LMP2   | 22 | United Autosports            | Phil Hanson Paul Di Resta                                | Gibson GK428 4,2 l V8 Atmo    | M     | 134   | + 1 tour            |
| 7    | LMP2   | 37 | Cool Racing                  | Nicolas Lapierre Antonin Borga Alexandre Coigny          | Oreca 07                      | M     | 134   | + 1 tour            |
| 7    | LMP2   | 37 | Cool Racing                  | Nicolas Lapierre Antonin Borga Alexandre Coigny          | Gibson GK428 4,2 l V8 Atmo    | M     | 134   | + 1 tour            |
| 8    | LMP2   | 43 | RLR Msport                   | John Farano Bruno Senna Arjun Maini                      | Oreca 07                      | D     | 134   | + 1 tour            |
| 8    | LMP2   | 43 | RLR Msport                   | John Farano Bruno Senna Arjun Maini                      | Gibson GK428 4,2 l V8 Atmo    | D     | 134   | + 1 tour            |
| 9    | LMP2   | 20 | High Class Racing            | Anders Fjordbach Dennis Andersen                         | Oreca 07                      | D     | 133   | + 2 tours           |
| 9    | LMP2   | 20 | High Class Racing            | Anders Fjordbach Dennis Andersen                         | Gibson GK428 4,2 l V8 Atmo    | D     | 133   | + 2 tours           |
| 10   | LMP2   | 23 | Panis-Barthez Compétition    | René Binder Will Stevens Julien Canal                    | Ligier JS P217                | D     | 133   | + 2 tours           |
| 10   | LMP2   | 23 | Panis-Barthez Compétition    | René Binder Will Stevens Julien Canal                    | Gibson GK428 4,2 l V8 Atmo    | D     | 133   | + 2 tours           |
| 11   | LMP2   | 45 | Carlin                       | Jack Manchester Olivier Pla Ben Barnicoat                | Dallara P217                  | D     | 133   | + 2 tours           |
| 11   | LMP2   | 45 | Carlin                       | Jack Manchester Olivier Pla Ben Barnicoat                | Gibson GK428 4,2 l V8 Atmo    | D     | 133   | + 2 tours           |
| 12   | LMP2   | 31 | Algarve Pro Racing           | Tacksung Kim Henning Enqvist James French                | Oreca 07                      | D     | 132   | + 3 tours           |
| 12   | LMP2   | 31 | Algarve Pro Racing           | Tacksung Kim Henning Enqvist James French                | Gibson GK428 4,2 l V8 Atmo    | D     | 132   | + 3 tours           |
| 13   | LMP2   | 32 | United Autosports            | Ryan Cullen Alex Brundle                                 | Ligier JS P217                | M     | 132   | + 3 tours           |
| 13   | LMP2   | 32 | United Autosports            | Ryan Cullen Alex Brundle                                 | Gibson GK428 4,2 l V8 Atmo    | M     | 132   | + 3 tours           |
| 14   | LMP2   | 25 | Algarve Pro Racing           | Mark Patterson John Falb Andrea Pizzitola                | Oreca 07                      | D     | 132   | + 3 tours           |
| 14   | LMP2   | 25 | Algarve Pro Racing           | Mark Patterson John Falb Andrea Pizzitola                | Gibson GK428 4,2 l V8 Atmo    | D     | 132   | + 3 tours           |
| 15   | LMP2   | 34 | Inter Europol Competition    | Jakub Śmiechowski Léo Roussel Dani Clos                  | Ligier JS P217                | M     | 131   | + 4 tours           |
| 15   | LMP2   | 34 | Inter Europol Competition    | Jakub Śmiechowski Léo Roussel Dani Clos                  | Gibson GK428 4,2 l V8 Atmo    | M     | 131   | + 4 tours           |
| 16   | LMP2   | 35 | BHK Motorsport               | Francesco Dracone Sergio Campana                         | Oreca 07                      | D     | 131   | + 4 tours           |
| 16   | LMP2   | 35 | BHK Motorsport               | Francesco Dracone Sergio Campana                         | Gibson GK428 4,2 l V8 Atmo    | D     | 131   | + 4 tours           |
| 17   | LMP3   | 17 | Ultimate                     | Jean-Baptiste Lahaye Matthieu Lahaye François Hériau     | Norma M30                     | M     | 125   | + 10 tours          |
| 17   | LMP3   | 17 | Ultimate                     | Jean-Baptiste Lahaye Matthieu Lahaye François Hériau     | Nissan VK50VE 5.0 L V8 Atmo   | M     | 125   | + 10 tours          |
| 18   | LMP3   | 11 | EuroInternational            | Mikkel Jensen Jens Petersen                              | Ligier JS P3                  | M     | 124   | + 11 tours          |
| 18   | LMP3   | 11 | EuroInternational            | Mikkel Jensen Jens Petersen                              | Nissan VK50VE 5.0 L V8 Atmo   | M     | 124   | + 11 tours          |
| 19   | LMP3   | 13 | Inter Europol Competition    | Martin Hippe Nigel Moore                                 | Ligier JS P3                  | M     | 124   | + 11 tours          |
| 19   | LMP3   | 13 | Inter Europol Competition    | Martin Hippe Nigel Moore                                 | Nissan VK50VE 5.0 L V8 Atmo   | M     | 124   | + 11 tours          |
| 20   | LMP3   | 10 | Oregon Team                  | Damiano Fioravanti Gustas Grinbergas Lorenzo Bontempelli | Norma M30                     | M     | 124   | + 11 tours          |
| 20   | LMP3   | 10 | Oregon Team                  | Damiano Fioravanti Gustas Grinbergas Lorenzo Bontempelli | Nissan VK50VE 5.0 L V8 Atmo   | M     | 124   | + 11 tours          |
| 21   | LMP3   | 7  | Nielsen Racing               | Tony Wells Colin Noble                                   | Norma M30                     | M     | 124   | + 11 tours          |
| 21   | LMP3   | 7  | Nielsen Racing               | Tony Wells Colin Noble                                   | Nissan VK50VE 5.0 L V8 Atmo   | M     | 124   | + 11 tours          |
| 22   | LMP3   | 2  | United Autosports            | Wayne Boyd Garett Grist Thomas Erdos                     | Ligier JS P3                  | M     | 124   | + 11 tours          |
| 22   | LMP3   | 2  | United Autosports            | Wayne Boyd Garett Grist Thomas Erdos                     | Nissan VK50VE 5.0 L V8 Atmo   | M     | 124   | + 11 tours          |
| 23   | LMP3   | 9  | Realteam Racing              | Esteban Garcia David Droux                               | Norma M30                     | M     | 124   | + 11 tours          |
| 23   | LMP3   | 9  | Realteam Racing              | Esteban Garcia David Droux                               | Nissan VK50VE 5.0 L V8 Atmo   | M     | 124   | + 11 tours          |
| 24   | LMP3   | 3  | United Autosports            | Mike Guasch Christian England                            | Ligier JS P3                  | M     | 123   | + 12 tours          |
| 24   | LMP3   | 3  | United Autosports            | Mike Guasch Christian England                            | Nissan VK50VE 5.0 L V8 Atmo   | M     | 123   | + 12 tours          |
| 25   | LMP3   | 19 | M.Racing                     | Laurent Millara Lucas Légeret Yann Ehrlacher             | Norma M30                     | M     | 123   | + 12 tours          |
| 25   | LMP3   | 19 | M.Racing                     | Laurent Millara Lucas Légeret Yann Ehrlacher             | Nissan VK50VE 5.0 L V8 Atmo   | M     | 123   | + 12 tours          |
| 26   | LMP3   | 6  | 360 Racing                   | Terrence Woodward James Dayson Ross Kaiser               | Ligier JS P3                  | M     | 123   | + 12 tours          |
| 26   | LMP3   | 6  | 360 Racing                   | Terrence Woodward James Dayson Ross Kaiser               | Nissan VK50VE 5.0 L V8 Atmo   | M     | 123   | + 12 tours          |
| 27   | LMGTE  | 51 | Luzich Racing                | Alessandro Pier Guidi Nicklas Nielsen Fabien Lavergne    | Ferrari 488 GTE Evo           | D     | 123   | + 12 tours          |
| 27   | LMGTE  | 51 | Luzich Racing                | Alessandro Pier Guidi Nicklas Nielsen Fabien Lavergne    | Ferrari F154CB 3.9 L V8 Turbo | D     | 123   | + 12 tours          |
| 28   | LMP3   | 5  | 360 Racing                   | John Corbett Andreas Laskaratos James Winslow            | Ligier JS P3                  | M     | 123   | + 12 tours          |
| 28   | LMP3   | 5  | 360 Racing                   | John Corbett Andreas Laskaratos James Winslow            | Nissan VK50VE 5.0 L V8 Atmo   | M     | 123   | + 12 tours          |
| 29   | LMP3   | 15 | RLR Msport                   | Martin Vedel Mortensen Christian Olsen Martin Rich       | Ligier JS P3                  | M     | 122   | + 13 tours          |
| 29   | LMP3   | 15 | RLR Msport                   | Martin Vedel Mortensen Christian Olsen Martin Rich       | Nissan VK50VE 5.0 L V8 Atmo   | M     | 122   | + 13 tours          |
| 30   | LMGTE  | 83 | Kessel Racing                | Manuela Gostner Rahel Frey Michelle Gatting              | Ferrari 488 GTE Evo           | D     | 122   | + 13 tours          |
| 30   | LMGTE  | 83 | Kessel Racing                | Manuela Gostner Rahel Frey Michelle Gatting              | Ferrari F154CB 3.9 L V8 Turbo | D     | 122   | + 13 tours          |
| 31   | LMGTE  | 77 | Dempsey - Proton Competition | Christian Ried Riccardo Pera Matteo Cairoli              | Porsche 911 RSR               | D     | 122   | + 13 tours          |
| 31   | LMGTE  | 77 | Dempsey - Proton Competition | Christian Ried Riccardo Pera Matteo Cairoli              | Porsche 4.0 L Flat-6 Atmo     | D     | 122   | + 13 tours          |
| 32   | LMGTE  | 66 | JMW Motorsport               | Jeff Segal Matteo Cressoni Wei Lu                        | Ferrari 488 GTE Evo           | D     | 122   | + 13 tours          |
| 32   | LMGTE  | 66 | JMW Motorsport               | Jeff Segal Matteo Cressoni Wei Lu                        | Ferrari F154CB 3.9 L V8 Turbo | D     | 122   | + 13 tours          |
| 33   | LMGTE  | 55 | Spirit of Race               | Duncan Cameron Matt Griffin Aaron Scott                  | Ferrari 488 GTE Evo           | D     | 122   | + 13 tours          |
| 33   | LMGTE  | 55 | Spirit of Race               | Duncan Cameron Matt Griffin Aaron Scott                  | Ferrari F154CB 3.9 L V8 Turbo | D     | 122   | + 13 tours          |
| 34   | LMGTE  | 80 | Ebimotors                    | Fabio Babini Marco Frezza Sébastien Fortuna              | Porsche 911 RSR               | D     | 122   | + 13 tours          |
| 34   | LMGTE  | 80 | Ebimotors                    | Fabio Babini Marco Frezza Sébastien Fortuna              | Porsche 4.0 L Flat-6 Atmo     | D     | 122   | + 13 tours          |
| 35   | LMP3   | 14 | Inter Europol Competition    | Paul Scheuschner Dino Lunardi                            | Ligier JS P3                  | M     | 122   | + 13 tours          |
| 35   | LMP3   | 14 | Inter Europol Competition    | Paul Scheuschner Dino Lunardi                            | Nissan VK50VE 5.0 L V8 Atmo   | M     | 122   | + 13 tours          |
| 36   | LMGTE  | 88 | Proton Competition           | Horst Felbermayr, Jr. Marco Seefried Thomas Preining     | Porsche 911 RSR               | D     | 121   | + 14 tours          |
| 36   | LMGTE  | 88 | Proton Competition           | Horst Felbermayr, Jr. Marco Seefried Thomas Preining     | Porsche 4.0 L Flat-6 Atmo     | D     | 121   | + 14 tours          |
| 37   | LMP3   | 8  | Nielsen Racing               | Nobuya Yamanaka James Littlejohn                         | Ligier JS P3                  | M     | 121   | + 14 tours          |
| 37   | LMP3   | 8  | Nielsen Racing               | Nobuya Yamanaka James Littlejohn                         | Nissan VK50VE 5.0 L V8 Atmo   | M     | 121   | + 14 tours          |
| 38   | LMGTE  | 56 | Team Project 1               | Egidio Perfetti Giorgio Roda Jörg Bergmeister            | Porsche 911 RSR               | D     | 121   | + 14 tours          |
| 38   | LMGTE  | 56 | Team Project 1               | Egidio Perfetti Giorgio Roda Jörg Bergmeister            | Porsche 4.0 L Flat-6 Atmo     | D     | 121   | + 14 tours          |
| 39   | LMGTE  | 60 | Kessel Racing                | Claudio Schiavoni Sergio Pianezzola Andrea Piccini       | Ferrari 488 GTE Evo           | D     | 121   | + 14 tours          |
| 39   | LMGTE  | 60 | Kessel Racing                | Claudio Schiavoni Sergio Pianezzola Andrea Piccini       | Ferrari F154CB 3.9 L V8 Turbo | D     | 121   | + 14 tours          |
| Abd. | LMP2   | 24 | Panis-Barthez Compétition    | Timothé Buret Konstantin Tereshchenko Léonard Hoogenboom | Ligier JS P217                | D     | 130   |                     |
| Abd. | LMP2   | 24 | Panis-Barthez Compétition    | Timothé Buret Konstantin Tereshchenko Léonard Hoogenboom | Gibson GK428 4,2 l V8 Atmo    | D     | 130   |                     |
| Abd. | LMP2   | 27 | IDEC Sport Racing            | Patrice Lafargue Erik Maris Stéphane Adler               | Ligier JS P217                | M     | 49    |                     |
| Abd. | LMP2   | 27 | IDEC Sport Racing            | Patrice Lafargue Erik Maris Stéphane Adler               | Gibson GK428 4,2 l V8 Atmo    | M     | 49    |                     |

## Pole position et record du tour
- Pole position :  Norman Nato (#6 G-Drive Racing) en 1 min 40 s 052
- Meilleur tour en course :  James Allen (#21 DragonSpeed) en  1 min 40 s 803

## Tours en tête
- no 26 Aurus 01 - G-Drive Racing : 8 tours (1-8)[19]
- no 21 Oreca 07 - DragonSpeed : 59 tours (9-20 / 24-27 / 79-89 / 97-112 / 120-135)
- no 30 Oreca 07 - Duqueine Engineering : 60 tours (21-22 / 28-45 / 48-73 / 90-96 / 113-119)
- no 39 Oreca 07 - Graff : 6 tours (23 / 74-78)
- no 22 Ligier JS P217 - United Autosports : 1 tour (46)
- no 32 Ligier JS P217 - United Autosports : 1 tour (47)

## À noter
- Longueur du circuit : 5,770 km
- Distance parcourue par les vainqueurs : 778,95 km